# Cờ Sao Hỏa
Cờ Sao Hỏa là một chiếc cờ hay một thiết kế cờ đại diện cho Sao Hỏa hoặc đại diện cho một chính phủ hư cấu trên Sao Hỏa.

## Thiết kế

### Cờ của Thomas O. Paine

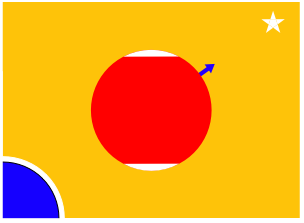
Một thiết kế cờ cho thấy Sao Hỏa, như một trạm vũ trụ giữa Trái đất và các ngôi sao.

Thomas O. Paine, người từng là Quản trị viên thứ ba của NASA, đã thiết kế một lá cờ Sao Hỏa vào năm 1984. Cờ Sao Hỏa của Paine bao gồm một mẩu của Trái Đất gần phần hoist (phần kéo cờ) của lá cờ "như một lời nhắc nhở chúng ta đến từ đâu", và một ngôi sao ở phía bên kia, "để nhắc nhở chúng ta đang hướng đến đâu". Ở trung tâm của cờ là một hình đại diện cho Sao Hỏa, với một mũi tên từ Sao Hỏa chỉ vào ngôi sao, thừa nhận rằng Sao Hỏa không phải là đích đến của chúng ta, mà chỉ đơn thuần là một trạm trên hành trình không có kết thúc".
Thiết kế của Paine được minh họa bởi nghệ sĩ Carter Emmart. Hình minh họa đã được xuất bản trên trang bìa của một báo cáo định kỳ mang tên The Planetary Report. Theo Emmart, Paine "đã tạo ra cờ Sao Hỏa như một giải thưởng cho cá nhân hoặc tổ chức mà anh cảm thấy đã có nhiều đóng góp nhất cho việc thúc đẩy quá trình thám hiểm Sao Hỏa của con người".
Vào ngày 12 tháng 11 năm 2005, Ray Bradbury đã nhận được một lá cờ Sao Hỏa như là một phần của "Giải thưởng Thomas O. Paine cho sự Tiến bộ trong việc Khám phá Sao Hỏa của Con người". Giải thưởng đã được trao cho Bradbury trong Bữa tối Trao giải Kỷ niệm lần thứ 25 của Hiệp hội hành tinh.

### Thiết kế của Pascal Lee

Cờ ba màu của Sao Hỏa

Pascal Lee, một cựu kỹ sư nghiên cứu của NASA đã thiết kế lá cờ sao Hỏa này vào năm 1999. Nó được bay vào vũ trụ trên STS-103 bởi phi hành gia John M. Grunfeld. Chuỗi các màu sắc, từ đỏ, xanh lục và cuối cùng là xanh lam, đại diện cho sự biến đổi của Sao Hỏa từ một hành tinh vô hồn thành một hành tinh tràn đầy sự sống, được lấy cảm hứng từ bộ ba tác phẩm Sao Hỏa của Kim Stanley Robinson. Nó cũng được căng tại Trạm nghiên cứu Bắc cực Flashline Mars, thay mặt cho Hiệp hội Sao Hỏa.

## Trong khoa học viễn tưởng

### The Expanse

Lá cờ của Cộng hòa Quốc hội Sao Hỏa như được mô tả trong loạt phim truyền hình The Expanse.

Trong loạt phim truyền hình The Expanse, dựa trên loạt tiểu thuyết cùng tên của James S. A. Corey, Cộng hòa Quốc hội Sao Hỏa là cơ quan cai trị các cư dân trên Sao Hỏa và là một trong hai siêu cường của loài người trong sê-ri. Lá cờ của nó gợi nhớ đến Sao Hỏa và hai mặt trăng của nó, Phobos và Deimos, với hình lưỡi liềm màu xanh lam tượng trưng cho nỗ lực địa khai hóa. 

### Moving Mars

Cờ của Cộng hòa Liên bang Sao Hỏa, như được mô tả trong Moving Mars

Trong cuốn tiểu thuyết khoa học viễn tưởng năm 1994 của mình Moving Mars, Greg Bear mô tả lá cờ của Cộng hòa Liên bang Sao Hỏa hư cấu như sau: "Sao Hỏa đỏ và hai mặt trăng trong phần màu xanh bên trên đường chéo, màu trắng bên dưới".

### Stranger in a Strange Land

Lá cờ của sao Hỏa như được mô tả trong Stranger in a Strange Land

Trong tiểu thuyết khoa học viễn tưởng năm 1961 của Robert A. Heinlein, Stranger in a Strange Land, một lá cờ của sao Hỏa được ứng biến một cách vội vã, bao gồm "nền màu trắng và con dấu của Sao Hỏa màu đỏ".